# Alfarería en la provincia de Málaga

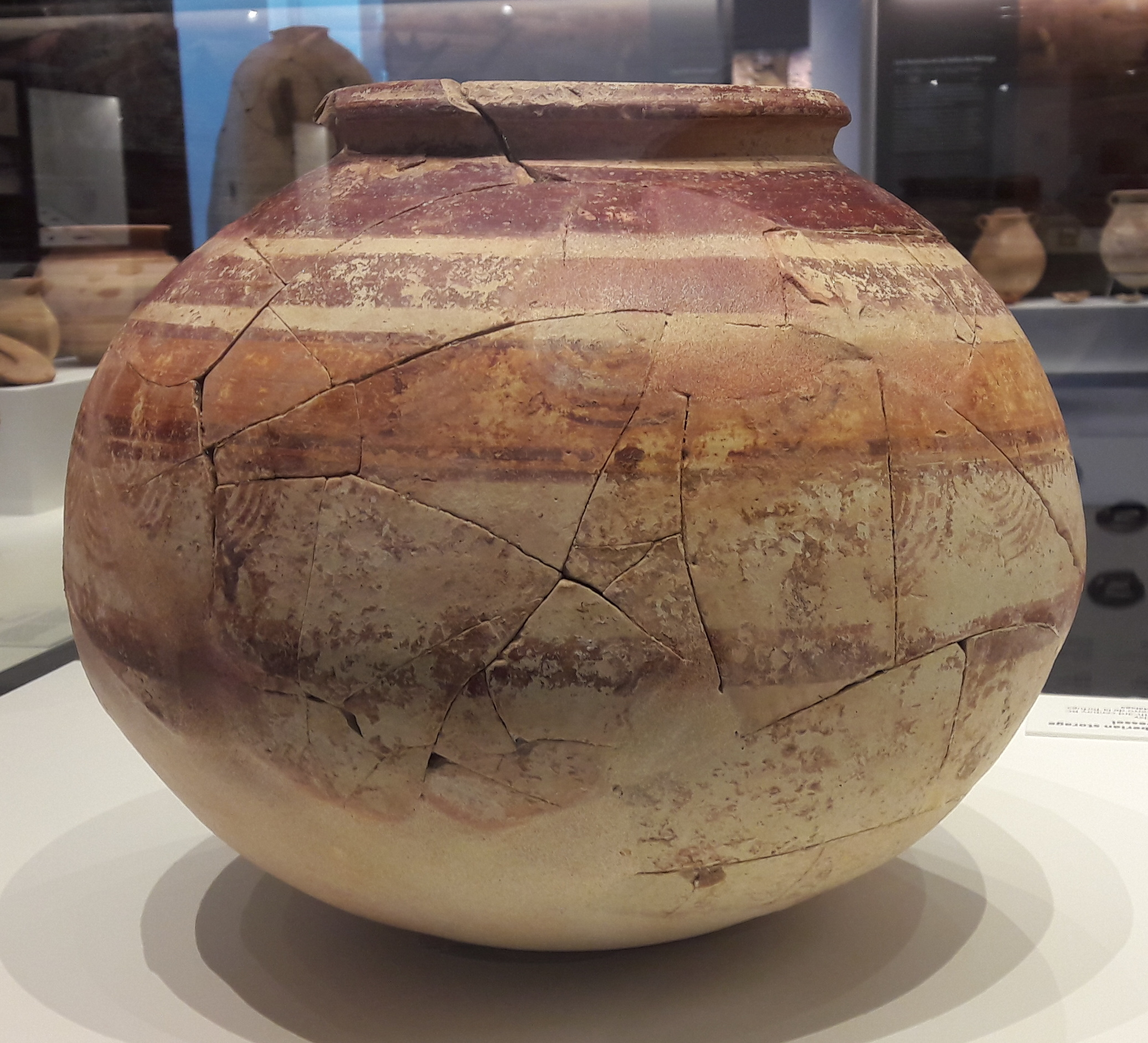
Vaso ibérico datado entre los siglos V-III a.C. Museo de Málaga, España.

La alfarería en la provincia de Málaga (España), además del legado arqueológico conservado en el Museo de Málaga, tuvo sus focos alfareros más importantes en Coin, Estepona y el barrio de Santa Inés en la capital.

## Focos alfareros
La tradición alfarera en Coín, con buena fábrica de cacharrería para el agua: cántaros, lebrillos y orzas, evolucionó hacia las piezas ornamentales coloreadas y el establecimiento de una escuela de cerámica.
En Estepona fueron típicas las cazuelas de "culo abombao" y los pucheros, producidos en ocho diferentes tamaños y cocidos en hornos excavados. Otro foco importante fue la barriada malacitana de Santa Inés, en el cinturón de la ciudad, con alfares de loza de tradición trianera. Además de los cántaros destacaron los grandes lebrillos para hacer la colada, vidriadas en tonos miel y verde.
Además de los focos ya mencionados, se ha documentado actividad alfarera en Ronda, Fuengirola, Torremolinos y Marbella.
Entre las colecciones de cerámica reunidas en la provincia, puede citarse la del Museo Picasso con una muestra de la actividad alfarera del pintor. También destacan las colecciones populares del Museo-Taller de Cerámica de Casabermeja inaugurado el 27 de octubre de 2007, aunque ya venía funcionando como institución desde el verano de 1989.